# Tonarigumi

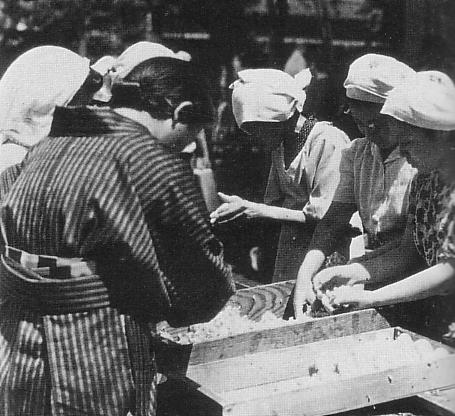
Distribuzione di riso curata da una Tonarigumi durante una fase di emergenza alimentare

Tonarigumi (in giapponese 隣組) è un termine giapponese con cui si indicano le "associazioni di vicinato" o di quartiere, costituite a partire dal 1940 al 1945 in Giappone, durante il governo del Primo Ministro Fumimaro Konoe (近衛 文麿).

## Funzionamento
Principalmente costituite e dirette da cittadini animati da spirito patriottico, le Tonarigumi avevano sedi in ogni prefettura, città, quartieri e strade: attraverso questa particolare ramificazione, era possibile per le associazioni perseguire lo scopo che principalmente si prefiggevano, ovvero il mutuo soccorso e l'assistenza verso gli associati. Ogni singola associazione raggruppava in genere tra i 10 e i 15 nuclei familiari.
In periodo di pace esse rappresentavano osservatori a garanzia dell'ordine costituito, in opposizione a qualsiasi violazione di leggi; con l'inizio della Seconda guerra mondiale tuttavia, le associazioni assunsero anche compiti di "informatori esterni" sulle attività del nemico e, verso la fine della guerra, di milizia secondaria per la difesa armata della Madrepatria in caso di invasione.
Altra attività in cui le Tonarigumi si impegnavano era la promozione dei valori tradizionali e sociali del Giappone, secondo un principio di moralizzazione della società opposto ai canoni dettati dalla "cultura occidentale".

## Diffusione fuori dal Giappone
Questa forma di associazione si sviluppò anche nei territori conquistati dal Giappone in Cina e nel Sud Est Asiatico durante l'espansione militare nel Pacifico. Gli obiettivi delle Tonarigumi nei territori occupati erano analoghi a quelli perseguiti in Giappone. Nelle fasi finali della II guerra mondiale alcune Tonarigumi presero parte alle ostilità nel Manciukuò, in Corea del nord e sull'isola di Sachalin.

## Le Tonarigumi nel dopoguerra
Le Tonarigumi furono formalmente sciolte nel 1947 dall'autorità americana di occupazione. 
Anche a molti anni di distanza dalla cessazione delle ostilità si trova ancora traccia delle Tonarigumi nelle aree rurali del Giappone, dove associazioni di volontariato analoghe costituiscono centri di aggregazione per gli abitanti ed operano nel campo della prevenzione e del soccorso in caso di catastrofi e nel controllo del territorio.